# Кишњарад
Кишњарад (мађ. Kisnyárád) је село у Мађарској, у јужном делу државе. Село управо припада Мохачком срезу Барањске жупаније, са седиштем у Печују.

## Природне одлике
Насеље Кишњарад налази у јужном делу Мађарске. Најближи већи град је Мохач.
Историјски гледано, село припада мађарском делу Барање. Подручје око насеља је бреговито, приближне надморске висине око 140 м. Оно северозападно прелази у планину Мечек, док се југоисточно спушта до Дунава.

## Становништво
Према подацима из 2013. године Кишњарад је имао 170 становника. Последњих година број становника опада.
Претежно становништво у насељу чине Мађари римокатоличке вероисповести, а мањина су Немци (37%).

### Попис1910.
| Кишњарад                                                             | Кишњарад                                                                      |
| -------------------------------------------------------------------- | ----------------------------------------------------------------------------- |
| Језик                                                                | Вера                                                                          |
| укупно: 621 Немачки 610 (98,22%) Мађарски 8 (1,28%) Српски 3 (0,48%) | укупно: 621 Римокатолици 611 (98,38%) Јевреји 7 (1,12%) Православци 3 (0,48%) |